# КМ Интер клуб (Ескалдес)
„Интер“ (на каталонски: Construccions Modernes Inter Club d’Escaldes) – андорски футболен клуб от Ескалдес-Енгордан, играещ в шампионата на Андора.

## История
Отборът е основан през 1978 година под името „Конструкционс Модерн Лара Промосионс Конструционс“ (на каталонски: Construccions Modernes Lara Promocions Construcions). През 1991 година отборът е преименуван на „Конструкционс Модерн Интер“ (на каталонски: Construccions Modernes Inter d'Escaldes).
През 1995/96 започва да се състезава в шампионата на Андора под името „Конструкционс Модерн“. През 1999/00 и 2000/01 „Интер“ става носител на бронзовите месали в първенството. През 2001 в състезанието за Купата на Андора отборът стига до финала, където отстъпва на „Лузитанос“ с (2:0). Старши треньор през 2007/08 е Рубен Оливейра. През 2013 година отборът е воден от бившия играч на Андора Ален Мотвани. През 2013/14 „Интер“ е воден от испански треньор на име Карлос Санчес Естеля, който е водил отборите на Ордино и „Лузитанос“.
През 2015 старши треньор става бившия играч на националния отбор на Андора Алекс Сомоза.
Най-големият успех се явява Суперкупата на Андора за 2020 година след победа над ФК Санта Колома с 2:0.

## Имена
- 1978 – 1991: „Конструкционс Модерн Лара Промосионс Конструционс“
- 1991 – 1996: „Конструкционс Модерн Интер“
- 1996 – 1999: „Конструкционс Модерн“
- 1999—: „Интер“

## Успехи
- Андорска Примера Дивисио:
  -  Шампион (3): 2019/20, 2020/21, 2021/22
  -  Второ място (4): 1999/00, 2000/01, 2022/23, 2023/24
- Купа на Андора:
  -  Носител (3): 2019/20, 2022/23, 2024/25
  -  Финалист (1): 2002
- Суперкупа на Андора:
  -  Носител (1): 2020
  -  Финалист (1): 2024
- Сегунда Дивисио:
  -  Шампион (1): 2016/17